# Communauté de communes Pays de l'Hermitage
La Communauté de communes Pays de l'Hermitage est une  ancienne communauté de communes située dans la Drôme qui regroupait 13 communes.

## Histoire
Le 31 décembre 2013, la communauté de communes Pays de l'Hermitage a fusionné avec la communauté de communes du Tournonais pour constituer la Communauté de communes Hermitage-Tournonais (26 communes).

## Composition
| Nom                      | Code Insee | Gentilé           | Superficie (km2) | Population (dernière pop. légale) | Densité (hab./km2) |
| ------------------------ | ---------- | ----------------- | ---------------- | --------------------------------- | ------------------ |
| Tain-l'Hermitage (siège) | 26347      | Tainois           | 4,85             | 6 005 (2014)                      | 1 238              |
| Beaumont-Monteux         | 26038      | Beaumontais       | 13,37            | 1 226 (2014)                      | 92                 |
| Chanos-Curson            | 26071      | Chanos-Cursonnais | 8,18             | 1 068 (2014)                      | 131                |
| Chantemerle-les-Blés     | 26072      | Chantemerlois     | 15,39            | 1 254 (2014)                      | 81                 |
| Crozes-Hermitage         | 26110      | Crozois           | 5,48             | 619 (2014)                        | 113                |
| Érôme                    | 26119      | Érômains          | 7,33             | 838 (2014)                        | 114                |
| Gervans                  | 26380      | Gervandois        | 3,28             | 570 (2014)                        | 174                |
| Larnage                  | 26156      | Larnageois        | 9,08             | 1 055 (2014)                      | 116                |
| Mercurol                 | 26179      | Mercurolais       | 20,82            | 2 245 (2013)                      | 108                |
| Pont-de-l'Isère          | 26250      | Pont d'Isérois    | 10,09            | 3 254 (2014)                      | 322                |
| La Roche-de-Glun         | 26271      | Rochelains        | 12,79            | 3 223 (2014)                      | 252                |
| Serves-sur-Rhône         | 26341      | Servois           | 6,49             | 748 (2014)                        | 115                |
| Veaunes                  | 26366      | Veaunois          | 4,19             | 293 (2013)                        | 70                 |